# کاتلین توهی

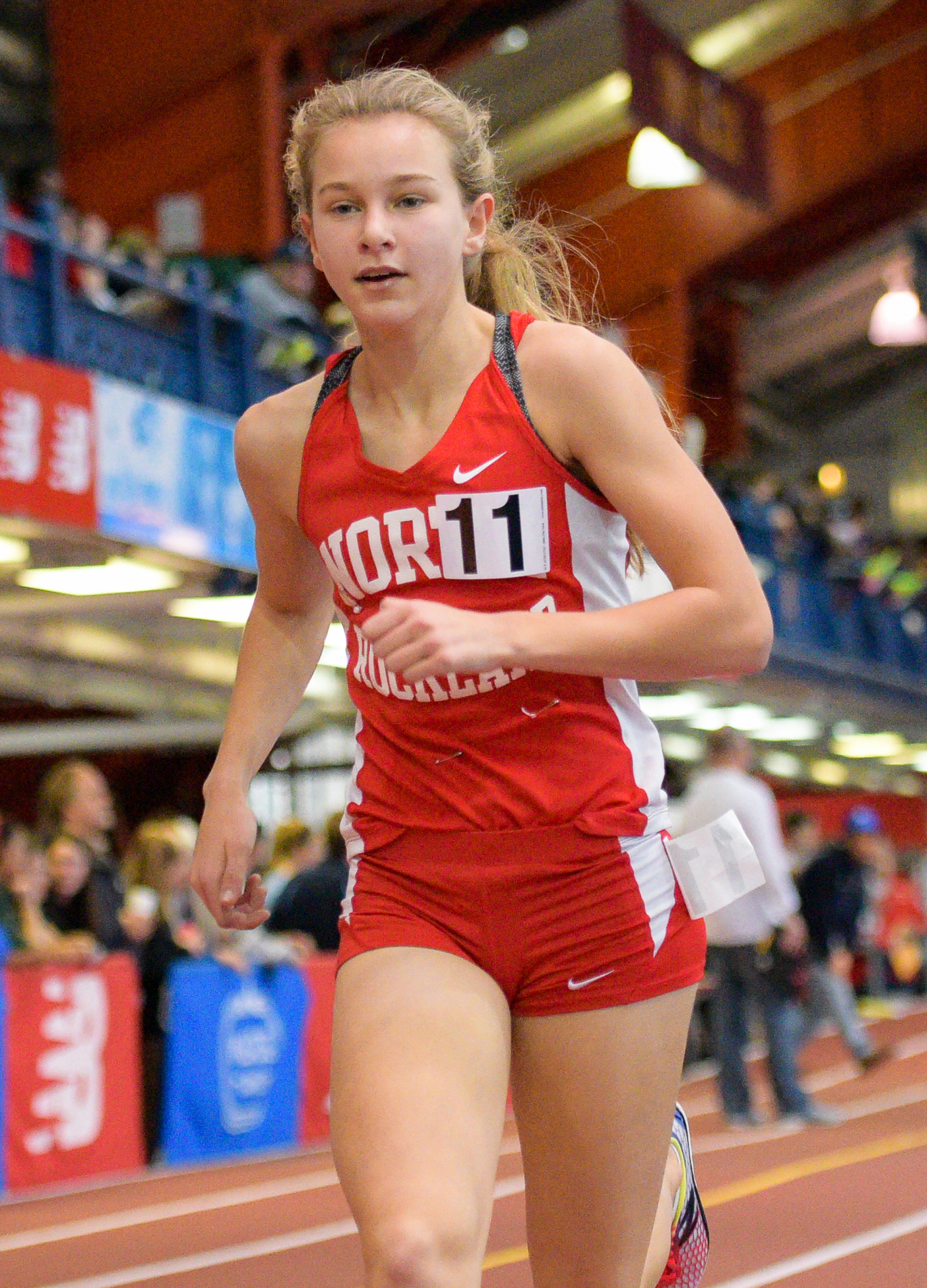
کاتلین توهی - بازی های مولوی استنر

کاتلین توهی (زاده ۱۸ مارس ۲۰۰۲) یک دونده حرفه‌ای آمریکایی در دو نیمه‌استقامت و استقامت است.
کاتلین توهی اهل حومه شهرستان راکلند، نیویورک است. او دو برادر دارد: یک برادر کوچکتر به نام رایان و یک برادر بزرگتر به نام پاتریک که یک دونده موفق در ماده دو صحرانوردی در دبیرستان نورث راکلند بوده و اکنون در دانشگاه فوردهام تحصیل می‌کند.
توهی در تنها ده سالگی، هنگامی که با پدر و مادرش و برادرانش می‌دوید، توسط مربی آینده‌اش، برایان دیگلیو، به عنوان یک استعداد بالقوه قابل توجه شناخته شد.

## آغاز حرفه
او با تشویق خانواده‌اش، شروع به ثبت رکوردهای گروه سنی در کلاس هفتم کرد، و این گونه رکوردهایی را که قبلاً مری کین به دست آورده بود، شکست.

### ۲۰۱۷
توهی تیم دوندگان دبیرستان نورث راکلند عضو شد. در فصل ۲۰۱۷ در طول مسابقات ایکس‌سی منهتن، در برانکس، نیویورک، زمان که او ثبت کرده بود ۳۲ ثانیه با رکورد تاریخی کورس پارک ون کورتلند اختلاف داشت. او بعداً در ۲ دسامبر ۲۰۱۷ برنده مسابقات قهرمانی ملی دو صحرانوردی نایک شد و اینطور یک فصل بدون شکست را تجربه کرد. توهی با وجود شرایط سرد و گل آلود اما با ۴۰ ثانیه زودتر رسیدن، برنده این رویداد شد. قانونگذار شهرستان راکلند پیروزی او را گرامی داشت و ۱۹ دسامبر را به عنوان «روز کاتلین توهی» اعلام کرد.

### ۲۰۱۸
در ۲۰ ژانویه، توهی رکورد ملی ۵۰۰۰ متر در مقطع متوسطه و نوجوانان ایالات متحده را با زمان شکست. این رکورد از سال ۲۰۱۳ به مری کین داشت. توهی در ماه مه سریع‌ترین دونده ۳۲۰۰ متر در فضای باز دبیرستان ایالات متحده شد. در ماه ژوئن، او دومین زمان سریع ایالات متحده در خارج از سالن را در این کشور توسط یک دختر دبیرستانی به مدت ۳۰۰۰ متر با زمان ۹:۰۹٫۷۱ دوید. همچنین در ماه ژوئن، در هفدهم در نیوبالنس نشنالز در گرینزبورو، کارولینای شمالی، توهی با اختلاف ۱۵ ثانیه برنده شد و رکورد پولی پلامر را در ۳۶ مایل شکست. در ۲۲ سپتامبر، در دعوت نامه ایالت اقیانوس توهی سریعترین دختر آمریکایی در دو صحرانوردی ۵ کیلومتر شد و رکورد کورس را شکست. زمان او تقریباً ۱۷ بود از بهترین استاندارد دختران دبیرستانی سال ۲۰۱۶ کیتی رینزبرگر در هر دوره ای، که سریعتر از همه به جز یکی از بیش از ۱۰۰۰ پسر دبیرستانی که در آن روز دوره شنی را اجرا می‌کردند، می‌دویدند. در ۱۹ اکتبر، ۱۶:۴۵٫۴ او رکورد کورس بودوین را که در سال ۲۰۱۷ در حالی که برنده مسابقات قهرمانی فدراسیون ایالتی شده بود، شکست. نفر دوم سه دقیقه دورتر از او رسید. در ۱ دسامبر، با وجود از دست دادن مسابقه قهرمانی بخش ایالتی خود به دلیل التهاب تاندون زانو، چند هفته قبل، او به عنوان قهرمان انفرادی نایک کراس ملی تکرار شد. با وجود شرایط گل آلود، او رکورد جدیدی را با زمان ۱۶:۳۷٫۸ ثبت کرد. پتانسیل قابل توجه توهی گمانه زنی‌های نیویورک تایمز را در مورد آینده او تقویت کرده بود. مربی دبیرستان او، برایان دیگلیو، که همچنین معلم تاریخ ایالات متحده در جایگاه پیشرفته او بود، تلاش کرد تا توهی را راهنمایی کند و مراقب پیشرفت او باشد. توهی احساس می‌کند که تلاش تحصیلی او به اندازه موفقیت‌های ورزشی او مهم است. او سال تحصیلی ۱۸–۲۰۱۷ را با معدل ۴٫۵۹ جی‌پی‌ای به پایان رساند.